# Randhir Singh Gentle
Randhir Singh Gentle (ur. 22 września 1922 w Delhi, zm. 25 września 1981) – indyjski hokeista na trawie. Trzykrotny złoty medalista olimpijski.
Brał udział w trzech igrzyskach (IO 48, IO 52, IO 56), za każdym razem sięgając po złote medale. W 1956 zdobył jedyną bramkę w finale z Pakistanem. Pełnił funkcję kapitana zespołu, m.in. na olimpiadzie w 1956. Występował w obronie, wykonywał rzuty karne.
W 1972 roku pełnił funkcję trenera reprezentacji Ugandy w hokeju na trawie mężczyzn na igrzyskach w Monachium.